# NGC 3332
NGC 3332 (ook wel NGC 3342) is een elliptisch sterrenstelsel in het sterrenbeeld Leeuw. Het hemelobject werd op 18 januari 1784 ontdekt door de Duits-Britse astronoom William Herschel.

## Synoniemen
- NGC 3342
- UGC 5807
- MCG 2-27-38
- ZWG 65.80
- PGC 31768